# Gürzenich

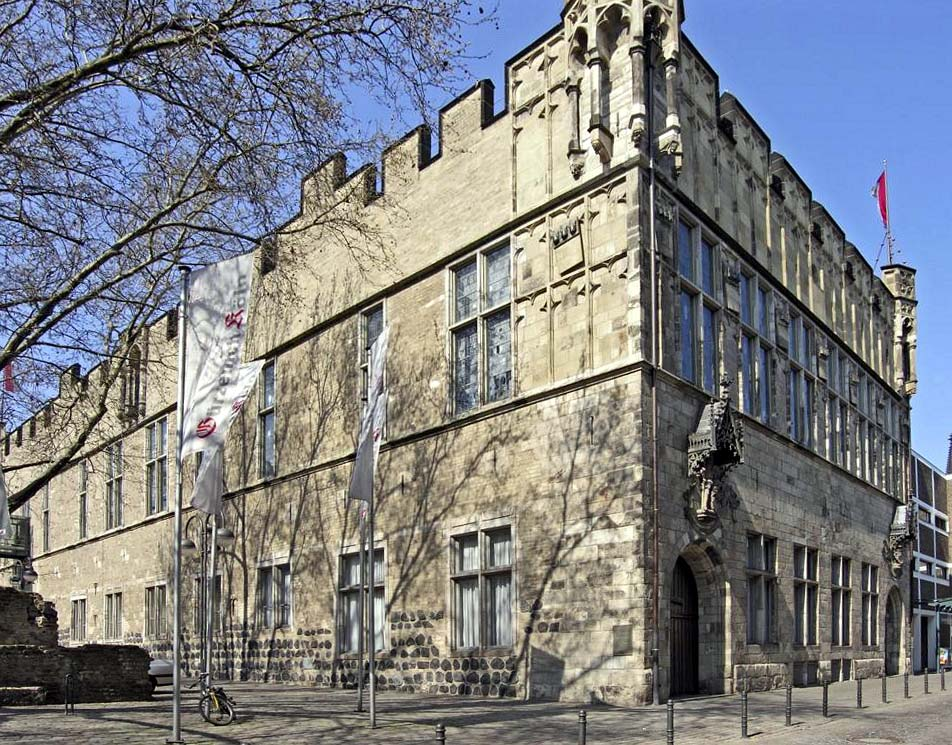
Gürzenich

Gürzenich är en medeltida festhall i Kölns innerstad byggd mellan 1441 och 1447 för stadens borgerskap. Byggnaden förstördes under andra världskriget och återuppbyggdes 1955.